# Mesocyclops splendidus
Mesocyclops splendidus – gatunek widłonoga z rodziny Cyclopidae. Nazwa naukowa tego gatunku skorupiaków została opublikowana w 1943 roku przez szwedzkiego zoologa Knuta Lindberga.